# حسن پاکروان

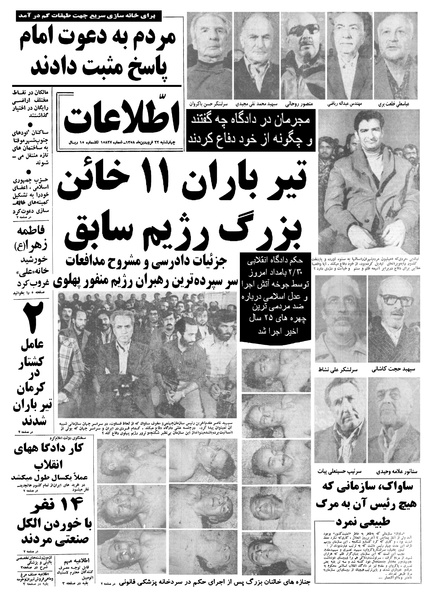
روزنامه اطلاعات و تصاویر جسد اعدامیان انقلاب ۱۳۵۸

حسن پاکروان (۱۲ مرداد ۱۲۹۰ – ۲۲ فروردین ۱۳۵۸) سرلشکر نیروی زمینی شاهنشاهی، رئیس رکن دو ارتش در زمانِ کودتای ۲۸ مرداد، دومین رئیس سازمان اطلاعات و امنیت کشور (ساواک)، وزیر اطلاعات کابینه اول امیرعباس هویدا و سفیر دولت شاهنشاهی ایران در پاکستان و فرانسه بود. وی در ۲۲ فروردین ۱۳۵۸ به حکم قاضی شرع، صادق خلخالی تیرباران شد.

## زندگی

### کودکی و نوجوانی
حسن پاکروان در سال ۱۲۹۰ خورشیدی در تهران به‌دنیا آمد. پدر او فتح‌الله پاکروان از دولتمردان زمان رضاشاه و در واقعه مسجد گوهرشاد مشهد، استاندار خراسان بود. مادرش، آمینه پاکروان، استاد زبان و ادبیات فرانسه در دانشگاه تهران بود. پاکروان پس از پایان تحصیلات ابتدایی، همراه پدرش راهی مصر شد و در دبیرستان فرانسوی‌ها در اسکندریه تحصیلات متوسطه را به پایان برد. سپس راهی فرانسه شد و از دانشکده‌های نظامی «پوآتیه» و «فونتن بلو» در رشته توپخانه فارغ‌التحصیل گردید. پاکروان در آن کشور قصد داشت با دختری فرانسوی ازدواج کند ولی به دلیل مخالفت پدر و مادرش با این ازدواج، با شلیک چند گلوله دست به خودکشی زد ولی از مرگ نجات یافت.

## خدمت در ارتش
پاکروان در سال ۱۳۱۲ خورشیدی به ایران بازگشت و به مدت هشت سال به عنوان مربی دانشکده افسری به تدریس پرداخت. در سال‌های ۱۳۲۰–۱۳۲۸ فرمانده پادگان بوشهر و افسر انتظامات بندرهای جنوب شد. پاکروان دو سال هم به عنوان افسر رکن دوم ستاد ارتش خدمت کرد. سپس در سال ۱۳۲۸ با درجه سرهنگی به مدت دو سال به عنوان وابسته نظامی ایران به پاکستان رفت.
پاکروان بعد از بازگشت به ایران از ۱۳۳۰ تا ۱۳۳۳ به ریاست رکن دوم ستاد ارتش منصوب شد. در ۱۷ دی ۱۳۳۰ نشان افتخار لژیون دونور از طرف سفارت فرانسه در تهران، برای تلاش وی در توسعه روابط ایران و فرانسه به پاکروان اهدا شد. پاکروان سال بعد مدتی به عنوان وابسته نظامی به فرانسه رفت. در زمان نخست‌وزیری محمد مصدق و کودتای ۲۸ مرداد ۱۳۳۲ پاکروان ریاست رکن دوم ستاد ارتش را به عهده داشت و در سال ۱۳۳۴ با درجه سرتیپی به عنوان وابسته نظامی ایران راهی هند شد. پاکروان در سال ۱۳۳۴ فرماندهی مرزبانی کل کشور را به عهده گرفت.

## ساواک

### خدمت در ساواک
پاکروان در سال ۱۳۳۵ خورشیدی پس از بنیاد نهادن سازمان اطلاعات و امنیت کشور (ساواک) معاون عملیاتی این سازمان شد. چهار سال بعد که تیمور بختیار رئیس ساواک قدرت زیادی پیدا کرد و شاه را به وحشت انداخت، و نیز روی کار آمدن دموکرات‌ها در آمریکا با ریاست جمهوری جان اف کندی (۱۳۳۹–۱۳۴۲) و فشار آن کشور برای ایجاد تغییرات سیاسی ـ اجتماعی در ایران، باعث شد که شاه در ۲۴ اسفند ۱۳۳۹ سرتیپ حسن پاکروان را که فردی خونسرد، اهل مطالعه و مخالف تندی و شدت عمل بود به ریاست ساواک بگمارد.
در زمان ریاست پاکروان بر ساواک پنج نخست‌وزیر (جعفر شریف‌امامی، علی امینی، اسدالله علم، حسنعلی منصور و امیرعباس هویدا) روی کار آمدند.
از حوادث مهم این دوران می‌توان به برگزاری رفراندوم انقلاب سفید در ۶ بهمن ۱۳۴۱، حمله کماندوهای رژیم شاه به مدارس فیضیه قم و طالبیه تبریز در ۲ فروردین ۱۳۴۲، قیام ۱۵ خرداد ۱۳۴۲، تبعید خمینی به ترکیه در ۱۳ آبان ۱۳۴۳ و ترور حسنعلی منصور در اول بهمن ۱۳۴۳ اشاره کرد.
در روز ۱۵ خرداد سال ۱۳۴۲ پس از شورش‌های خمینی علیه انقلاب شاه و مردم به دستور اسدالله علم نخست‌وزیر وقت، خمینی در منزلش در قم دستگیر شد و به تهران آورده شد. وی نخست به باشگاه افسران و سپس به پادگان عشرت‌آباد برده شد. سرلشکر حسن پاکروان در این هنگام رئیس سازمان اطلاعات و امنیت کشور بود. علم در یک مصاحبه مطبوعاتی با خبرنگاران خارجی گفت پانزده نفر از پیشوایان مذهبی به زودی تسلیم دادگاه نظامی می‌شوند. با کمک پاکروان و پیشنهاد مظفر بقایی کرمانی رهبر کمیته مرکزی حزب زحمتکشان ایران و با امضای پنج روحانی از جمله سید محمدکاظم شریعتمداری، خمینی، به عنوان مرجع تقلید معرفی و از خطر اعدام رهانیده شد.

پاکروان در روز ۱۱ مرداد ماه به دیدار خمینی در پادگان عشرت‌آباد رفت و به وی گفت که آزاد است و وی را به ویلایی مجهز در منطقه داودیه منتقل کرد و آزادی و رفاه و آسایش وی را فراهم آورد. پس از کناره‌گیری علم از پست نخست‌وزیری و در تاریخ ۱۷ اسفند ۱۳۴۲ حسنعلی منصور نخست‌وزیر شد. منصور کوشش کرد که با روحانیون سازش کند و سید روح‌الله خمینی را در تاریخ ۸ فروردین ۱۳۴۳ به قم بازگرداند. خمینی به پاکروان قول داد که:
من دیگر در سیاست بدان معنی که شما تعبیر می‌کنید، دخالت نخواهم کرد.
پس از سخنرانی سید روح‌الله خمینی در چهارم آبان ۱۳۴۳ در قم علیه تصویب قانون اجازه استفاده مستشاران آمریکایی در ایران از مصونیت‌ها و معافیت‌های قرارداد وین نوشته شده در بند دوم کنوانسیون وین خمینی دستگیر شد. سرلشکر پاکروان نامه‌ای به دولت ترکیه نوشت و از آن‌ها تقاضا کرد که خمینی را به آنجا راه بدهند و دولت ترکیه موافقت کرد. در تارخ ۱۳ آبان ۱۳۴۳ خمینی به ترکیه تبعید شد. پس از چندی خمینی نامه‌ای بسیار با احترام به پادشاه نوشت و تقاضا کرد که محمد رضا شاه پهلوی به وی اجازه دهد به نجف برود و در آنجا به یادگیری فقه ادامه دهد

### پس از ساواک
پس از ترور منصور و روی کار آمدن دولت امیرعباس هویدا، پاکروان از ریاست ساواک برکنار و به وزارت اطلاعات و جهانگردی منصوب شد. او این سمت را تا ۱۳۴۵ حفظ کرد، از ۱۳۴۵ تا ۱۳۴۸ سفیر ایران در پاکستان و از ۱۳۴۸ تا ۱۳۵۲ سفیر ایران در فرانسه بود. پس از بازگشت از ۱۳۵۲ تا ۱۳۵۶ به بازرسی شاهنشاهی منصوب شد و از ۱۳۵۶ تا بهمن ۱۳۵۷ مشاور و سرپرست امور مالی وزارت دربار بود.
فردای روزی که شاه زمام امور کشور را به بختیار سپرد و رفت، پاکروان به آمریکایی‌ها توصیه می‌کند که محکم پشت سر بختیار بایستند که در برابر «فاجعه بزرگی» به نام جمهوری اسلامی «گزینه قابل قبول» دیگری ندارند.
پاکروان در خرداد سال ۱۳۴۲ روح‌الله خمینی را دستگیر کرده بود. او چند بار در قیطریه تهران در منزل بازاری سرشناس غلام‌حسین روغنی برای صرف نهار و گفتگو به دیدن خمینی رفته بود. پاکروان خاطرات آن دیدارها را عصر ۲۷ دی ۱۳۵۷ با دوست قدیمی‌اش چارلز نس، معاون سالیوان، در میان گذاشت؛ که بلافاصله به واشینگتن مخابره شد:
«تیمسار می‌گوید از هر جلسه ملاقات با خاطری بسیار آشفته و پریشان بیرون می‌آمد. (او می‌گوید) شکی نیست که خمینی جذبه عظیمی دارد و سخنور زبردستی است ولی به اصول اخلاقی پایبند نیست، شدیداً جاه طلب است و تمام عوارض ابتلا به روان گسیختگی در وی دیده می‌شود.»
«پس از مدتی تأمل برای یافتن اوصاف دیگر (پاکروان) گفت فکر می‌کند شیطان در قالب خمینی تجسم پیدا کرده.»
آقای پاکروان در گذشته مخالفان شاه در جبهه ملی را هم بازداشت و از نزدیک با آن‌ها آشنا بود. او کریم سنجابی (رهبر جبهه ملی) را فردی «فرصت طلب» توصیف می‌کرد و دربارهٔ مهدی بازرگان (رهبر نهضت آزادی) می‌گفت که مردی صادق و بی‌ریاست ولی متفکر باهوشی نیست.

## دستگیری و اعدام

### دستگیری
چارلز نس، کاردار سفارت آمریکا در اوایل انقلاب، می‌گوید که با حسن پاکروان، دوست بوده و چند روز بعد از بازگشت خمینی به ایران به وی توصیه کرده از کشور خارج شود. «به او گفتم فکر نمی‌کنی بهتره بری تعطیلات؟ همسرش را به پاریس فرستاده بود. گفتم نمی‌خواهی با همسرت بری تعطیلات؟ به من نگاهی کرد، می‌دانست منظورم چیست. گفت: نه، من از خمینی نمی‌ترسم. خوب می‌شناسمش. ما در گذشته با هم صحبت کردیم. نگرانی‌ای ندارم و همین‌جا می‌مانم.» سرلشکر پاکروان در روز ۲۷ بهمن سال ۱۳۵۷ دستگیر شد.

### اتهامات
صادق خلخالی در کتاب خاطرات خود آورده که او به تمام کارهای خود با شهامت و شجاعت، اعتراف کرد، فکر می‌کرد شاید به سبب این رک‌گویی‌ها از حکم نهایی رهانیده شود.
اتهامات پاکروان «خیانت» و «مفسد فی الارض» بود. قاضی که او را محاکمه کرد در خاطراتش در تعریف «مفسد فی الارض» می‌نویسد: «مفسد فی الارض کسی است که در رواج و گسترش فساد روی زمین نقش دارد. فساد چیزی است که به سقوط، نابودی، و انحراف جامعه از طبیعتش منجر می‌شود. کسانی که اعدام شدند در رواج فساد و فحشا، پخش هروئین، تریاک و رفتارهای هرزه، بی خدایی، قتل، خیانت، چاپلوسی، و به‌طور خلاصه، تمامی این کیفیتهای پست، کوشش داشته‌اند. مسائل این مردم زمانی بیشتر شد که با دیدن انقلاب مردم، توبه نکردند.»

### اعدام
سرلشکر پاکروان روز ۲۲ فروردین ۱۳۵۸ در زندان قصر تهران به اتهام خیانت و مفسد فی الارض بودن به دستور صادق خلخالی تیرباران شد.
وی یکی از ۴۳۸ نفر از مقامات لشکری و کشوری است که پس از پیروزی انقلاب ۵۷ در سال ۱۳۵۸ اعدام شدند. این اعدامها در گزارش اسفند ۱۳۵۸ سازمان عفو بین‌الملل اعلام شده است.
جسد او پنج روز در سردخانه ماند و سرانجام بنام دیگری بخاک سپرده شد تا گور او از تعدی احتمالی محفوظ باشد.

## ویژگی‌های شخصیتی
علینقی عالیخانی در مورد او می‌گوید:
از هر نظر آبرومند بود و واقعاً در اشل جهانی، این هیچ بحث ندارد؛ یعنی من با یکی از دیپلماتهای آمریکا آشنا شدم که به من گفت که یکی از دو سه نفر درخشانترین آدمی که در تمام زندگ یش دیده پاکروان بود. این از یک آمریکائی گفتن این حرف خیلی جالب است چون برخلاف ما عادت به مبالغه بیجا ندارند. و واقعاً از نقطه نظر آنتلکتوئل پاکروان یک آدم خیلی استثنائی بود؛ یعنی آدمی بود که مسائل علمی را خیلی خوب می‌فهمید و یک mathematician بسیار زبردستی بود. با تاریخ آشنائی خیلی دقیق داشت و حافظه غیرعادی داشت دربارهٔ مسائل مربوط به تمدن و فرهنگ ملتها.
حسن علوی کیا در مورد او می‌گوید: «پاکروان هم یک شخصیت پژوهشگر و محقق بود، یک استاد، یک انسان… هرچند افسر توپخانه بود، اما مسلط به ادبیات فرانسه بود… زیاد کتاب می‌خواند. کتابهای مختلف که در مورد سیاست در دنیا منتشر می‌شد را فوراً مطالعه می‌کرد… به زبان انگلیسی و فرانسه هم مسلط بود و این زبان دانی و مطالعه باعث شد که در همه رشته‌ها اطلاع داشته باشد… اکثراً جراید مهم جهان را می‌خواند و خبرها و تحلیل‌های مختلف سیاسی را دنبال می‌کرد… در کنفرانس‌ها یک شخصیت ممتاز بود… برای مُلک و مملکت یک پرستیژ بود و نمونه یک فرد باسواد ایرانی و شخصیت و منش و دانش او همه را تحت تأثیر قرار می‌داد… اعلیحضرت هم وی را خوب می‌شناخت و چندین سال هم در رکن دوم کار کرده بود حتی مدتی هم رئیس رکن ۲ ارتش بود و من هم معاون او بودم و بعد با هم به ساواک آمدیم. پاکروان پس از جریان ۱۵ خرداد و غائله خمینی، یواش‌یواش کنار گذاشته شد و ۱۵ خرداد هم مبنای عوض شدن پاکروان بود… که مثلاً پیشگیری نکرده و بعد هم به خیال خودشان یک آدم گردن کلفت‌تر و قوی‌تر از وی آوردند… چون پاکروان یک آدم دمکرات و نرم بود و به درد این کارها نمی‌خورد و به این جهت برکنارش کردند.»
سناتور پرویز یار افشار - که در بیست روزِ آخر حیات پاکروان در یک سلول با او زندانی بود - می‌گفت که او شرایط سخت زندان را با خونسردی تحمل می‌کرد و با اینکه امیدی به نجات خود نداشت، اوقات خود را به یادگیری زبان ترکی می‌پرداخت و روزی ۱۰۰ لغت ترکی از من یادمی‌گرفت.
خمینی دربارهٔ او گفته است: «او فردی مقرراتی و دارای دیسیپلین کامل بود.» وی پاکروان را فردی عاقل و قانونی می‌شناخت، او بسیار قانونی حرف می‌زد و کسی بود که می‌توانست در برابر شاه، حرف بزند و از وضع بد مملکت شکوه کند.
اسدالله علم برای امیرخسرو افشار قاسملو
تعریف کرده بوده که پاکروان متنی را که باید به امضای او می‌رسیده تا در روزنامه‌ها منتشر کنند به دلیل اینکه یک مقدار از آن دروغ بوده است امضا نمی‌کند و در آخر خود علم مجبور می‌شود آن را امضاء کند.
محمد باهری دربارهٔ او گفته است که تسلیم قانون بود و زمانی که رئیس اداره امنیت بود، مستنطق دادگستری او را به دلیل تصادف راننده اش به عنوان مطلع احضار می‌کند تا ببیند این تصادف چگونه اتفاق افتاده است؟ پاکروان باوجود اینکه رئیس ساواک بود با کمال میل به دادگستری می‌رود و مثل یک فرد عادی به سوالات جواب می‌دهد. محمد باهری رئیس وقت دادگستری در ادامه اضافه می‌کند: 

حتی نخواست آن روز دفتر من هم بیاید برای این‌که بهش گفتم بعد از این‌که از دایرهٔ استنطاق شما بیرون آمدید به دفتر من تشریف بیاورید یک چای بخوریم. نیامد بعد تلفن کرد گفت نخواستم امروز که مرا مستنطق احضار کرده بوده و به دفتر شما بیایم.

عده ای پاکروان را دائم‌الخمر توصیف کرده‌اند. محسن هاشمی نژاد در مصاحبه با تاریخ شفاهی هاروارد مدعی است «... این هم که در بعضی مواقع ایشان مشروب می‌خوردند آن هم شکی ندارم. ولی من هرگز در این‌که تیمسار پاکروان الکلی باشد او را به این صورت ندیدم». امیر خسرو افشار قاسملو در مصاحبه با همین پروژه اظهار می‌دارد «... ولی متأسفانه خوب الکل او را به کلی از پا درآورده بود دیگر نمی‌شد از او استفاده کرد». منصور رفیع زاده در خلال مصاحبه مظفر بقایی با هاوارد مدعی می‌شود «موقعی که تیمسار در پاکستان بودند، رفته بودند بطری مشروب ویسکی را توی کشوی میز تیمسار گذاشتند. ساواک این‌کار را کرده بود. بعد صورتجلسه کرده بودند تیمسار در پشت میز کار مشروب می‌خورد» و این مسئله باعث می‌شود که شاه پاکروان را به حضور نمی‌پذیرفت.
هوشنگ نهاوندی دربارهٔ جایگاه خاص پاکروان نزد شاه گفته است:

شرفیابی‌ها به انواع و اقسام مختلف صورت می‌گرفت… وقتی که نظامی‌ها شرفیاب می‌شدند شاه می‌نشست و آنها می‌ایستادند. برای اینکه قدرت فرماندهی کل قوا برایشان ثابت بشود شاه پشت میز تحریر می‌نشست نظامی‌ها در مقابلش ایستاده ولو اینکه یک ساعت و نیم این طول بکشد. و رئیس سازمان امنیت و رئیس شهربانی و رئیس ژاندارمری. به‌هرحال تمام آنهایی که نظامی بودند. یک استثنا فقط قائل بود برای ایشان برای سرلشکر پاکروان که در ریاست سازمان امنیت هم ایشان را نشسته می‌پذیرفت و خودش هم می‌نشست.